# Букреево Плесо
Букреево Плесо — деревня в Кочковском районе Новосибирской области России. Входит в состав Черновского сельсовета.

## География
Расположен на юге региона, по обоим берегам реки Карасук.
Площадь деревни — 247 гектаров.

## История
Основано в 1775 году. В 1928 году деревня Букреево состояла из 446 хозяйств. В административном отношении являлась центром Букреевского сельсовета Петропавловского района Каменского округа Сибирского края.

## Население
| 2002 | 2007 | 2010 |
| ---- | ---- | ---- |
| 655  | ↗657 | ↘601 |

По переписи 1926 г. в деревне проживало 2608 человек, в том числе 1265 мужчин и 1343 женщины. Основное население — украинцы.

## Инфраструктура
В деревне по данным на 2007 год функционируют 1 учреждение здравоохранения и 1 учреждение образования.

## Транспорт
Деревня доступна автотранспортом. Стоит у автодороги регионального значения «Новосибирск — Кочки — Павлодар (в пределах Российской Федерации)».
Остановка общественного транспорта «Букреево Плесо».